# Liste der Gouverneure von Florida
Diese Liste führt alle Gouverneure des US-Bundesstaates Florida und des zuvor bestehenden Florida-Territoriums auf.

## Militärgouverneur von Florida
| Name           | Amtszeit |
| -------------- | -------- |
| Andrew Jackson | 1821     |

## Florida-Territorium
| Name                | Amtszeit  | Partei   |
| ------------------- | --------- | -------- |
| William Pope Duval  | 1822–1834 |          |
| John Henry Eaton    | 1834–1836 | Demokrat |
| Richard Keith Call  | 1836–1839 |          |
| Robert Raymond Reid | 1839–1841 |          |
| Richard Keith Call  | 1841–1844 |          |
| John Branch         | 1844–1845 | Whig     |

## Bundesstaat Florida
| Name                        | Amtszeit  | Partei                    |
| --------------------------- | --------- | ------------------------- |
| William Dunn Moseley        | 1845–1849 | Demokrat                  |
| Thomas Brown                | 1849–1853 | Whig                      |
| James Emilius Broome        | 1853–1857 | Demokrat                  |
| Madison Starke Perry        | 1857–1861 | Demokrat                  |
| John Milton                 | 1861–1865 | Demokrat                  |
| Abraham Kurkindolle Allison | 1865–1865 | Demokrat                  |
| William Marvin              | 1865–1865 |                           |
| David Shelby Walker         | 1865–1868 | Demokrat                  |
| Harrison Reed               | 1868–1873 | Republikaner              |
| Ossian Bingley Hart         | 1873–1874 | Republikaner              |
| Marcellus Lovejoy Stearns   | 1874–1877 | Republikaner              |
| George Franklin Drew        | 1877–1881 | Demokrat                  |
| William Dunnington Bloxham  | 1881–1885 | Demokrat                  |
| Edward Aylesworth Perry     | 1885–1889 | Demokrat                  |
| Francis Philip Fleming      | 1889–1893 | Demokrat                  |
| Henry Laurens Mitchell      | 1893–1897 | Demokrat                  |
| William Dunnington Bloxham  | 1897–1901 | Demokrat                  |
| William Sherman Jennings    | 1901–1905 | Demokrat                  |
| Napoleon Bonaparte Broward  | 1905–1909 | Demokrat                  |
| Albert Waller Gilchrist     | 1909–1913 | Demokrat                  |
| Park Trammell               | 1913–1917 | Demokrat                  |
| Sidney Johnston Catts       | 1917–1921 | Prohibition Party         |
| Cary Augustus Hardee        | 1921–1925 | Demokrat                  |
| John Wellborn Martin        | 1925–1929 | Demokrat                  |
| Doyle Elam Carlton          | 1929–1933 | Demokrat                  |
| David Sholtz                | 1933–1937 | Demokrat                  |
| Frederick Preston Cone      | 1937–1941 | Demokrat                  |
| Spessard Lindsey Holland    | 1941–1945 | Demokrat                  |
| Millard Fillmore Caldwell   | 1945–1949 | Demokrat                  |
| Fuller Warren               | 1949–1953 | Demokrat                  |
| Daniel Thomas McCarty       | 1953–1953 | Demokrat                  |
| Charley Eugene Johns        | 1953–1955 | Demokrat                  |
| Thomas LeRoy Collins        | 1955–1961 | Demokrat                  |
| Cecil Farris Bryant         | 1961–1965 | Demokrat                  |
| William Haydon Burns        | 1965–1967 | Demokrat                  |
| Claude Roy Kirk             | 1967–1971 | Republikaner              |
| Reubin O’Donovan Askew      | 1971–1979 | Demokrat                  |
| Daniel Robert Graham        | 1979–1987 | Demokrat                  |
| John Wayne Mixson           | 1987–1987 | Demokrat                  |
| Robert Martinez             | 1987–1991 | Republikaner              |
| Lawton Mainor Chiles        | 1991–1998 | Demokrat                  |
| Kenneth Hood MacKay         | 1998–1999 | Demokrat                  |
| John Ellis Bush             | 1999–2007 | Republikaner              |
| Charles Joseph Crist        | 2007–2011 | Republikaner/Unabhängiger |
| Richard Lynn Scott          | 2011–2019 | Republikaner              |
| Ron DeSantis                | 2019–     | Republikaner              |